# Burghfield Common
Burghfield Common är en by i West Berkshire i Berkshire i England. Orten har 5 617 invånare (2001).